# Bulbophyllum chrysendetum
Bulbophyllum chrysendetum là một loài phong lan thuộc chi Bulbophyllum.